# Ludesse
Ludesse – miejscowość i gmina we Francji, w regionie Owernia-Rodan-Alpy, w departamencie Puy-de-Dôme.
Według danych na rok 1990 gminę zamieszkiwało 301 osób, a gęstość zaludnienia wynosiła 36 osób/km² (wśród 1310 gmin Owernii Ludesse plasuje się na 554. miejscu pod względem liczby ludności, natomiast pod względem powierzchni na miejscu 875.).